# Борисовы
Борисовы — дворянские роды, из Тверских бояр.
Одним из первых упоминаний о роде относится к 1384 году, где при строительстве города Ямы строительными работами руководил новгородский боярин Никифор (Микифор) Борисов.
В труде Ф. И. Миллера Известия о дворянах Российских имеется записи о происхождении Борисовых:
1. Потомки выехавшего из Литвы Бориса.
2. Потомки выехавшего из Польши Ивана Борозды, родоначальника Бороздиных, а от него через несколько колен был Борис, которые сперва писались Борисовыми, а позже Борисовы-Бороздины[3][4].

В 1547 году Акиня Мордвинов Борисов купил деревню Круглый Ломок в волости Ярополч Владимирского уезда. В 1567/68 годах по опричнине казнён Василий Никитич Борисов, который в 1561 году описывал Шелонскую пятину Новгородского уезда. В 1573 г. опричниками Ивана Грозного числились: Андрей, Иван, Меньшик, Рудачко, Фёдор и Фетко Борисовы. В 1575 году на Красной площади казнены Никита и Василий Борисовы. Имена казнённых внесены в синодик опальных людей Ивана Грозного..
Существует несколько старинных русских дворянских родов Борисовых:
1. Древнейшим является род Борисовых, родоначальником которого был Борис Матвеевич Борисов, вотчину которого в Муромском уезде получили по грамоте великого князя Василия Ивановича в 1537 г. его сыновья: Василий, Нечай, Михаил, Роман и Борис[8]. Один из внуков названных лиц, Григорий Семёнович, владел поместьями в 1606 г. и оставил после себя четырёх сыновей: Гавриила, Якова, Степана и Василия, потомки которых были владельцами в Муромском уезде.
2. Род Борисовых, восходящий к самому началу XVII века, происходит от Михаила Григорьевича Борисова, верстанного поместьями в Торопецком и Великолуцком уездах. Потомство его троих сыновей, Сергея, Филиппа и Петра, записано в VI часть родословной книги Псковской губернии.
3. Род Борисовых происходит от Якова и Бориса Юрьевичей Борисовых, вёрстанных поместьями в 1628 г., и записанный в VI часть родословной книги Тверской губернии.
4. Род Борисовых происходит от Миная Афанасьевича Борисова, умершего в 1648 г. и имевшего двоих сыновей: Абросима и Владимира. В первой половине XVIII века многие представители этого рода были записаны в однодворцы и исключены из этого состояния лишь в 1796 г. по Высочайшему повелению. Род записан в VI часть родословной книги Рязанской губернии[9].
5. Дворянский род Борисовых происходит от дьяка по Кашире, в губной избе, Бориса и его сыновей Никиты и Григория, верстанных поместьями в 1680 г. Род записан в VI часть родословных книг Тульской и Калужской губерний.

При подаче документов для внесения рода в Бархатную книгу 19 марта 1686 года были предоставлены: родословная роспись Борисовых и царская жалованная грамота Василия III от 1524 года Василию, Нечаю, Михаилу и Роману Борисовым на их вотчину сельцо Юрьево и деревню Витязево в Унжинском стане Муромского уезда, с подтверждением Ивана IV 1536 года Василию, Нечаю и Роману Борисовым и их племянникам Окише и Дмитрию Михайловичам Борисовым.
В XVII веке Борисовы значатся в стряпчих, городовых дворянах и стольниках. Пятьдесят четыре Борисовых владели населенными имениями в 1699 г.

## Известные представители
- Борисов Яков Захарьевич — воевода в казанском походе 1544 г. и в шведском 1549 г.
- Борисов Андрей Михайлович — воеводой в казанском походе 1544 г. и в полоцком 1551 г.;
- Борисов Леонтий Константинович — убит в зимнем казанском походе 1550 г. Фёдор Иванович убит при взятии Казани 20 октября 1552 г. Имена обоих вписаны в синодик московского Успенского собора.
- Борисовы: Василий Петрович и Тимофей Васильевич — упоминаются на свадьбе князя Андрея Ивановича Старицкого с княжной Ефросинией Андреевной Хованской, в январе 1533 г.
- Борисовы Григорий и Иван Тимофеевичи — упоминаются на свадьбе князя Владимира Андреевича Старицкого (сына Андрея Ивановича) с Евдокией Михайловной Нагово 31 мая 1550 г.
- Борисов Михаил Васильевич — воевода в Юрьеве-Ливонском (Дерпте) в 1563 и в Чернигове в 1592 годах.
- Борисов Григорий Никитич — воевода в Рославле в 1585 г., в Чернигове в 1592 г.
- Борисов Григорий Семёнович — Муромский городской дворянин в 1627-1629 г.
- Борисов Иван Алексеевич — воевода в Арске в 1645-1647 г.
- Борисов Андрей Михайлович — стольник, воевода в Арзамасе в 1659 г.
- Борисов Никита — воевода в Самаре в 1684 г.
- Борисов Матвей — подьячий, воевода в Тюмени в 1688 г[8][11].
- Борисовы: Семён, Григорий и Фёдор Григорьевичи, Никита Харитонович, Петр Иванович, Степан Дмитриевич — стольники в 1676-1692 г.
- Борисовы: Григорий Авксентьевич, Андрей Яковлевич, Иван и Любим Тимофеевичи — московские дворяне в 1658-1692 г[12].
- Борисов, Александр Иванович (1755—1810) — вице-адмирал, военный губернатор Астраханского порта.
- Борисов, Андрей Иванович 1-й (1798—1854) — отставной подпоручик, декабрист.
- Борисов, Михаил Иванович (контр-адмирал) (?—1801) — герой Красногорского сражения со шведами в 1790 году.
- Борисов, Пётр Иванович 2-й (1800—1854) — декабрист, подпоручик.
- Борисов Александр Евгеньевич (1800-1861) — канцелярский помощник Тамбовского генерал-губернатора, статский советник?
- Борисов Владимир Викторович (род. 1989) - известный юрист и предприниматель на Южном берегу Крыма.

## Описание гербов

#### Герб. Часть II. № 92.
Герб рода Борисовых: щит разделён на четыре части. В первой и четвёртой частях, в голубом поле, изображены по одной серебряной луне. Во второй части, в золотом поле, шпага эфесом к верхнему углу обращенная. В третьей части, в золотом же поле, три страусовые пера. Щит увенчан обыкновенным дворянским шлемом с дворянской на нём короной и тремя страусовыми перьями. Намёт на щите голубой, подложен золотом.

#### Герб. Часть VIII. № 19.
Герб потомства Бориса Матвеева сына жалованного в 1537 году поместьем: в щите, разделенном надвое, в верхней половине в голубом поле крестообразно положены две серебряные сабли, остроконечиями вниз, проходящие сквозь лавровый венок. В нижней половине в красном поле изображён золотой крест. Щит увенчан дворянскими шлемом и короной со страусовыми перьями. Намёт на щите голубой и красный, подложен серебром. Щитодержатели: два льва.

#### Герб. Часть II. № 61.
Герб генерал-майора Христофора Сергеевича Борисова: на лазоревом щите два крестообразно лежащих золотых меча, на них посередине серебряная горизонтальная полоса с тремя черными колесцами от шпор. Щит украшен дворянскими шлемом и короною. Намёт: на щите справа лазуревой и золотой, слева – серебряный и чёрный.
Примечание: Борисов Христофор Сергеевич (1773-1842): участник коалиционных с Францией 1805-1807 гг., русско-турецкой 1806-1812 гг. и Отечественной 1812 г. войн, заграничных походов русской армии 1813-1815 гг. Записан в службу в 1785 г. в Астраханский драгунский полк, адъютант в штабе генерала от кавалерии Апраксина, с 1793 г. - штабс-капитан, с 1799 г. - в С-Петербургском драгунском полку, с 1800 г. - майор Вятского гарнизонного батальона, с 1807 г. - в Волынском уланском полку, с 1808 г. - подполковник, с 1809 г. - полковник, с августа 1813 г. - командир С-Петербургского драгунского полка, с декабря 1813 г. - командир Вологодского внутреннего гарнизонного батальона. С 1818 г. - назначен состоять по кавалерии, с 1834 г. - уволен в отставку с чином генерал-майора. По состоянию на 01.06.1911 диплом поименованному лицу или его наследникам выдан не был.

#### Герб. Часть II. № 62.
Герб лейб-компании гренадёра Дмитрия Григорьевича Борисова:  на две части вдоль разделенный щит, у которого правая часть показывает в чёрном поле золотое стропило с наложенными на него тремя горящими гранатами натурального цвету между тремя серебряными звездами, яко общий знак особливой Нам и всей Империи Нашей при благополучном Нашем с помощью Всевышнего на родительский Наш наследный престол вступлении верно оказанной знатной службы и военной храбрости Нашей Лейбкомпании, а левая содержит в красном поле три серебряные сошника и три золотые хлебные снопа чёрным перевязанные, положенные по переменам в три ряда, один над другим. Над щитом несколько открытой к правой стороне обращенный стальной дворянский шлем, который украшает наложенная на него обыкновенная Лейбкомпании гренадерская шапка с красными и белыми страусовыми перьями и с двумя по обеим сторонам распростёртыми орлиными крылами чёрного цвету, на которых повторены три серебряные звезды. По сторонам щита опущен шлемовной намёт красного и чёрного цветов, подложенный с правой стороны серебром, а с левой золотом, с приложенною внизу щита девизом: «ЗА ВЕРНОСТЬ И РЕВНОСТЬ».
Примечание: Дмитрий Григорьевич Борисов, из крестьян Иркутского уезда, лейб-компании гренадер, возведен в потомственное дворянское достоинство Российской Империи 31.12.1741 г. Жалован дипломом на дворянское достоинство 25.11.1751 г. (диплом лейб-компанский).